# Årsta, Sköldinge

Årsta är en herrgård i Sköldinge socken, Katrineholms kommun.
Årsta har av namnet att döma anor sedan järnåldern och två gravfält från yngre järnåldern ligger intill gården på en långsträckt höjd intill Lillsjön. Årsta by blev på 1500-talet säteri. Den nuvarande manbyggnaden är ett gråvitt trähus i två våningar uppfört 1838. Bland andra bevarade byggnader märks magasinet och gamla ladugården och två vitputsade stenhus från 1700-talet.